# Camino de Bitterfeld

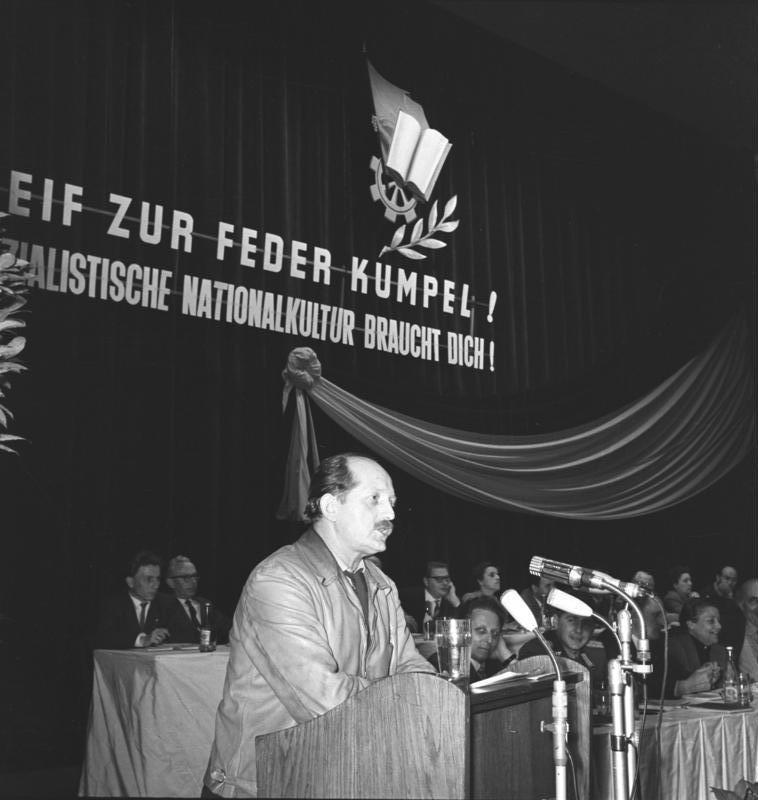
Erwin Strittmatter durante el congreso de Bitterfeld el 24 de abril de 1959.

El camino de Bitterfeld o vía de Bitterfeld (Bitterfelder Weg en alemán) fue un programa cultural definido en la República Democrática Alemana durante el transcurso del congreso de escritores de Bitterfeld el 24 de abril de 1959. Promulgó el acercamiento de los artistas al mundo obrero para conocer su realidad, y a su vez se instó a los obreros a escribir sobre su vida cotidiana.
A raíz del camino de Bitterfeld surgió un nuevo tipo de literatura, la Ankunftsliteratur («literatura de llegada»), donde los personajes solían ser jóvenes que vivían en conflicto con el socialismo, y que finalmente aprendían a integrarse en él. Se denominaba así por la novela de Brigitte Reimann Ankunft im Alltag.
A finales de abril de 1964 se celebró un segundo congreso en Bitterfeld, donde varios escritores, entre ellos Christa Wolf, fueron críticos con las limitaciones que imponía el camino de Bitterfeld; de hecho, a partir de dicho congreso comenzó su decadencia.